# Laura Vega Santana
Laura Vega Santana (Vecindario, 18 de Abril de 1978) é uma professora de música e compositora espanhola.

## Percurso
Começou a sua formação na Escola Municipal de Música de Vecindario, onde estudou piano, harmonia e contraponto. Prosseguiu os seus estudos no Conservatório Superior de Música de Las Palmas, obtendo o diploma em piano, assim como em harmonia, contraponto, composição e instrumentação, é com estas especialidades ganha o Prémio Fin de Carrera.
Estudou na Academia da Orquestra Filarmónica das Palmas e no Conservatório Superior de Música das Palmas onde obteve o diploma em oboé. Trabalha como oboísta profissional na Banda Juvenil Sol e Vento de Vecindário, na Banda Municipal das Palmas de Gran Canaria, na Orquestra de Jovens da Academia da Orquestra Filarmónica de Grande Canaria e na Orquestra Sinfónica das Las Palmas.
Como docente, começou como professora de piano, linguagem musical e harmonia na Escola Municipal de Santa Luzia e de Composição no Conservatório Profissional de Música das Palmas. Desde 2003 que é professora das especialidades de Harmonia e Contraponto no Conservatório Superior de Música das Canárias.
Em 2008 foi nomeada presidente da PROMUSCAN.

## Obras Seleccionadas
Conta com mais de cinquenta obras no seu catalogo, entre as quais destacam-se: 
- Concerto para oboé e dois grupos orquestrais (encomendado pela Fundação Autor, SGAE e AEOS e estreada pela Orquestra Filarmónica de Grande Canaria)
- Imagens de uma ilha para orquestra e assobio gomero (encomenda do Cabildo da Gomera, estreada pela Orquestra Sinfónica das Palmas)
- Concerto para oboé e dois grupos orquestrais
- Poemas de Elvireta Escobio
- Sensações discursivas
- Nascimento de pintura e dança
- In Paradisum (encomendado pelo XXVI Festival de Música das Canárias)
- 4 peças para piano solo
- Sonatina para oboé e piano

## Prémios
Em 2001, ganhou em Tenerife o Prémio Regional de Música de Câmara de CajaCanarias María Orán na categoria de Melhor Interpretação de Obras de Compositores Canários.
No ano 2011, obteve a Menção de Honra no IV Prémio Internacional de Música Sacra Fernando Rielo, com a sua obra Pater Noster para coro e orquestra de cordas.
Em 2012, ganhou o Prémio da Real Sociedad Económica de Amigos del País de Gran Canaria na categoria de Música, especialidade composição.

## Reconhecimentos
Em Dezembro de 2008, recebeu o Prémio Ateneo à Cultura, o máximo galardão concedido pelo Ayuntamiento de Santa Lucía, “a pessoas ou entidades pelo seu trabalho a favor da promoção cultural”.
Em 2011, tornou-se membro da Real Academia Canaria de Belas Artes San Miguel Arcángel.